# Leon Brown
Leon S. Brown, detto Stretch (Hastings, 12 ottobre 1919 – Culver City, 14 ottobre 1990), è stato un cestista statunitense, professionista nella BAA e nella ABL.

## Carriera
Dopo la carriera universitaria con Wyoming disputò 5 partite nella BAA con i Cleveland Rebels. Terminò la stagione nella ABL con i Baltimore Bullets.